# Desafío al coraje
Desafío al coraje es una película argentina dramática de 1982 escrita y dirigida por Julio Garven (seudónimo de Julio García Ventureyra) y protagonizada por Julio Garven, Alberto D'Amico, Susana Daverio y Juan C. Spaltro. Fue filmada en Eastmancolor y se estrenó el 16 de abril de 1982 en Bahía Blanca.
La película fue íntegramente filmada en Bahía Blanca y su exhibición se prohibió en 1975. Posteriormente, en 1981, se la autorizó y calificó como prohibida para menores de 18 años pero nunca fue exhibida en Buenos Aires. Su estreno nacional fue en 1982.

## Reparto
Intervinieron en el filme los siguientes intérpretes:
- Julio García Ventureyra
- Alberto D'Amico
- Susana Daverio
- Juan C. Spaltro
- Juan Carlos Traversa
- Héctor Castro
- Alberto Rodríguez
- Chiche Dinamario
- Ángela Fernández
- Alicia Bertoni
- Ricardo Álvarez Rojo
- Luis Tobía

## Comentarios
La Nueva Provincia de Bahía Blanca opinó: 

«Plantea la problemática de un individuo y su desmedida ambición de poder e incontrolable rebeldía, configurando en esencia, un alegato antidelictivo.»